# Bibliothèques de La Chaux-de-Fonds
La Chaux-de-Fonds, en Suisse, dispose de deux bibliothèques publiques : la Bibliothèque de la Ville, fondée en 1838 et la Bibliothèque des jeunes, fondée en 1953.

## La Bibliothèque de la Ville

### Histoire
La Bibliothèque de la Ville de La Chaux-de-Fonds naît en 1838 dans une période de crise, au cœur de la Restauration. À cette époque, La Chaux-de-Fonds est déjà une bourgade, voire une ville et fait partie de la principauté de Neuchâtel rattachée alors à la Maison de Prusse. La bibliothèque naît dans un contexte de volonté de faire de la ville un pôle culturel et économique, avec entre autres la naissance d'un musée (1835), d'un Casino-théâtre (1837) et d'une Société de musique (1837) dans cette période charnière.
La première bibliothèque a une vocation scolaire, l'institution est d'ailleurs connue sous le nom de bibliothèque du collège. Elle dépend directement de la Commission d'éducation au même titre que les écoles. La bibliothèque cependant peine à prendre son essor. Dans un souci de promotion du fonds de la bibliothèque et d'accessibilité à toutes les classes de la population, le Comité décide de publier une liste des ouvrages acquis depuis 1885, et surtout un bibliothécaire est nommé en 1910. De bibliothèque de collège, la bibliothèque devient une bibliothèque de ville, sans pour autant abolir les privilèges accordés au corps enseignant et aux élèves.
L'arrivée de William Hirschy, bibliothécaire engagé à temps plein, permet à l'institution de s'ouvrir au public. À cette période, les dons affluent permettant d'enrichir aussi bien les ouvrages destinés à la lecture publique que les fonds d'archives destinés à l'étude. L'arrivée d'un nouveau directeur en 1950 (Fernand Donzé) permet une professionnalisation du travail, notamment avec la mise en place de méthodes de classification et de traitement. Surtout, elle emboîte le pas aux bibliothèques suisses et étrangères et devient véritablement une bibliothèque de lecture publique.
La bibliothèque de la ville est moins connue pour ses fonctions de conservation du patrimoine régional. L'institution renferme de nombreux fonds et collections d'archives papier provenant de personnes, d'associations ou d'entreprises. Les thématiques du pacifisme, de l'histoire politique et du mouvement ouvrier sont particulièrement présentes. Et depuis les années 1970, un département audiovisuel (DAV) se charge de conserver le patrimoine audiovisuel du canton.
En parallèle aux services permanents de la bibliothèque sont proposées des animations et des expositions.

### Missions
Jacques-André Humair, ancien directeur, dans un rapport de 2000, décrit ainsi les missions de l'institution : « Les Bibliothèques de la ville de Neuchâtel et de La Chaux-de-Fonds, rassemblent, conservent et mettent en valeur les archives intellectuelles du canton. (...) La bibliothèque de la ville de La Chaux-de-Fonds fait valoir un double statut : celui d'une bibliothèque de lecture publique, d'études et de conservation. (...) Elle recueille, conserve et met en valeur le patrimoine imprimé, les fonds spéciaux et les archives audiovisuelles cantonales. Elle assure la gestion d'un département de manuscrits et le microfilmage des journaux cantonaux. Elle rédige la Bibliographie neuchâteloise. »

### Lecture publique
La Bibliothèque de la ville est affiliée au réseau des bibliothèques de Suisse occidentale (RERO) et plus particulièrement au Réseau Jura / Neuchâtel RBNJ. Le réseau RERO et le RBNJ permettent aux lecteurs de faire des recherches et de commander des livres depuis n'importe quel accès internet.
L'institution est dotée d'un bureau de prêt, d'un bureau d'information et d'une salle de lecture. Le principe de la lecture publique fait que ces locaux sont ouverts et accessibles à tous. Romans, bandes dessinées, revues, DVD, jeux vidéo et jeux de rôle sont proposés sur deux étages. Environ 60 000 documents sont en libre accès et 70 000 sont accessibles sur demande. Embrassant les nouvelles technologies, le prêt met à disposition de ses usagers des liseuses, des tablettes ainsi que des livres numériques disponibles en ligne.

#### L'Espace musique
L'Espace musique - Discothèque de la Bibliothèque de la ville a été créé en 1979. C'est à la fois un lieu de découverte et d'écoute, et une collection publique de prêt à domicile. Elle comprend 40 000 disques compacts, 8000 disques 33 tours (non répertoriés) et 700 DVD, dans tous les genres musicaux, ainsi qu'une collection de livres sur la musique, des revues, des ouvrages de référence, une sitothèque, un accès à une discothèque numérique, et un service de recherche. Elle veille à ce que les enregistrements des musiciens de la région soient intégrés à la collection.

### Archives

#### Les fonds spéciaux
La Bibliothèque de la ville a collecté tout au long de son histoire des manuscrits littéraires et scientifiques mais également des archives privées constituées de documents variés tels que correspondance, photographies, coupures de presses, journaux intimes, etc. Ces archives sont appelées « Fonds spéciaux ». Le département des Fonds spéciaux, créé vers 1996, doit collecter, conserver et mettre en valeur le patrimoine de la région.
Le premier fonds spécial est créé en 1914 avec l'arrivée du fonds Édouard Stebler comprenant sa bibliothèque d'étude et des ouvrages de botanique et de zoologie. Dès les années 1940, plusieurs personnalités locales lèguent leurs bibliothèques spécialisées. Au fil des années, l'institution prend résolument une orientation de conservation qui s'ajoute à ses tâches de bibliothèque de lecture publique. L'enrichissement se poursuit, une campagne de collecte systématique de documents liés notamment à Le Corbusier est mise en route en 1965.
Ces domaines traditionnels sont complétés avec par exemple :
- Les beaux-arts (Charles L'Eplattenier, William Ritter, René Chappalaz, Charles Humbert) ;
- La littérature (Albert Béguin, Jean-Paul Zimmermann, Magali Hello) ;
- La politique (Parti socialiste neuchâtelois, Nouvelle gauche socialiste, Jules Humbert-Droz).

Et de nouveaux domaines sont couverts :
- Le sport ;
- La musique (Société de musique de La Chaux-de-Fonds) ;
- Le théâtre (Les Tréteaux d'Arlequin).

Aujourd'hui, environ 115 fonds spéciaux sont conservés dans des locaux aménagés pour garantir la meilleure conservation possible de ce patrimoine. Les fonds sont accessibles gratuitement sur rendez-vous.
Plusieurs archives d'association sont conservées dans les locaux bien que celles-ci soient toujours gérées par l'association qui les possède. C'est le cas de la Société suisse de spéléologie, du Service civil international (SCI), du Centre pour l'action non-violente (CENAC) et du Centre de documentation et d'étude sur la langue internationale (CDELI).

#### Le département audiovisuel
Le département audiovisuel (DAV) est un service de la bibliothèque inauguré en 1979. Depuis 2003, le DAV est un centre de compétence cantonal chargé des archives audiovisuelles du canton de Neuchâtel. La mission du DAV consiste à réunir, conserver et mettre en valeur des documents audiovisuels.
Issus de dons ou déposés par des particuliers et des institutions, de nombreux fonds filmiques, sonores ou iconographiques (photographies, plaques de verre, affiches ou cartes postales) s'y trouvent conservés dans des locaux aménagés pour une conservation des différents supports. Un parc d'appareils permet la lecture des supports les plus divers pour l'image animée, le son et l'iconographie. Les archives couvrent une période qui s'étend de 1870 à nos jours. Le DAV contribue aussi à la production d'archives contemporaines telles que des enregistrements d'entretiens.
Parmi les grands fonds qui ont marqué l'histoire du DAV, citons par exemple :
- Le fonds Suchard. L'important corpus de films publicitaires est issu d'une convention entre l'État de Neuchâtel et le DAV qui a permis de conserver le fonds documentaire de la marque Kraft Jacob Suchard lors de son départ de Serrières (NE) en 1996[18].
- Les fonds sonores Radio-Hôpital[19] et ceux du Club 44[20],[21].
- Le fonds photographique Louis Colin, photographe actif à La Chaux-de-Fonds entre 1860 et 1880.
- Le fonds photographique du journal l'Express[22] déposé en 2009.

Des partenariats avec les institutions culturelles et les musées, mais aussi avec des particuliers, permettent de découvrir et d'approfondir les connaissances sur ce vaste patrimoine au travers de projections, d'événements ponctuels ou lors d'expositions. Dans le domaine de la sauvegarde du patrimoine, le département collabore avec d'autres institutions similaires, notamment la Cinémathèque suisse et la Phonothèque nationale. Les fonds sont accessibles gratuitement sur rendez-vous.

## La Bibliothèque des jeunes

### Histoire
La Bibliothèque des jeunes de La Chaux-de-Fonds ouvre ses portes le 10 décembre 1953, grâce à la détermination de quelques personnalités de la ville très engagées dans ce projet. L'Association pour les Bibliothèques des Jeunes sera créée officiellement en 1954.
La nouvelle bibliothèque, placée sous la responsabilité de Jacqueline Chaissan, jeune bibliothécaire diplômée, compte alors 2 000 livres et accueille les enfants et adolescents de 8 à 18 ans dans ses locaux de l'ancien Collège de l'Abeille. L'accès y est gratuit et le succès est immédiat : plus de 30 000 livres prêtés aux 1660 lecteurs et lectrices inscrits en 1954. Marie-Josée Aeschimann-Briod, responsable pendant presque 20 ans (de 1959 à 1978), a largement contribué à développer et faire connaître cette institution. Après un premier déménagement à la rue Jardinière en 1964, la bibliothèque s'installe en 1986 dans ses locaux actuels, un ancien immeuble de la rue de la Ronde, tandis qu'une succursale est ouverte en 1970 dans le quartier des Forges, rue du Président-Wilson,.
Dès son ouverture, la Bibliothèque des jeunes fait également office de bibliothèque scolaire et accueille de nombreuses classes. Le service de documentation (périodiques, dossiers documentaires) est ensuite développé en lien avec l'École secondaire afin de pouvoir répondre aux recherches documentaires des élèves, car les collèges secondaires ne disposent pas de centres de documentation jusqu'en 2004,. La Bibliothèque des jeunes bénéficie d'un rapport privilégié avec l'École obligatoire de La Chaux-de-Fonds, tout en cultivant la notion de lecture-plaisir et en œuvrant pour la promotion de la lecture hors du milieu scolaire.
La Bibliothèques des jeunes a donc une double mission, celle de bibliothèque de lecture publique et de bibliothèque scolaire.

### Lecture publique
La Bibliothèque des jeunes est une bibliothèque publique destinée aux enfants de 0 à 14 ans. Elle est cependant ouverte à tous – sans limites d'âge – et accueille notamment enseignants et autres adultes en relation avec l'enfance et la jeunesse. Elle met gratuitement à disposition du public des livres et des documents concernant tous les domaines de l'activité humaine.
La Bibliothèque compte actuellement dans son fonds général plus de 40 000 documents en libre-accès (albums, romans, documentaires, périodiques, livres en langues étrangères, bandes dessinées, livres audio, DVD, CD-roms, histoires et théâtres pour kamishibaïs) dans ses deux sites, Ronde 9 et Président-Wilson 32. Plus de 120 000 documents sont prêtés chaque année aux quelque 6 600 lecteurs et lectrices inscrits. La Bibliothèque des jeunes est affiliée au réseau des bibliothèques de Suisse occidentale (RERO) et plus particulièrement au Réseau Jura / Neuchâtel, RBNJ.
Le site de la Ronde est doté, sur 4 niveaux, d'un bureau de prêt, d'un bureau d'information, d'une salle d'animation, d'une salle audiovisuelle et d'un local pour les fonds spéciaux, ses collections étant réparties sur 3 étages. Il abrite également les bureaux des bibliothécaires. Situé sur un seul niveau au rez-de-chaussée, le site de Président-Wilson – bureau de prêt, salle d'animation et collections – est accessible aux personnes à mobilité réduite.

### Bibliothèque scolaire
La Bibliothèque accueille régulièrement les classes de l'École obligatoire de La Chaux-de-Fonds afin de toucher les enfants de toutes catégories sociales et de favoriser autant que possible l'égalité des chances face à l'accès aux livres et à la lecture. Les élèves fréquentent par ailleurs également les locaux de la Bibliothèque pour leurs recherches documentaires et leurs lectures récréatives, bien que certains collèges soient actuellement pourvus de centres de documentation.

### Fonds spéciaux

#### Le Forelej
Le Forelej (Fonds de références sur la littérature pour l'enfance et la jeunesse), riche de plus de 1300 ouvrages et 50 revues, couvre les domaines suivants :
- la littérature pour l’enfance et la jeunesse (histoire, théorie, études par pays, études thématiques)
- les études sur les divers genres de livres pour l’enfance et la jeunesse (albums, bandes dessinées, documentaires, poésies, romans…)
- les recueils de contes (contes classiques, contes modernes, contes régionaux…)
- les études sur les contes (art de conter, biographies et bibliographies de collecteurs de contes, analyses de contes, études thématiques…)
- les auteurs, illustrateurs et illustratrices de livres pour l’enfance et la jeunesse (biographies et bibliographies)
- les études sur l’illustration et la création littéraire dans le domaine de la littérature pour l'enfance et la jeunesse
- l’apprentissage de la lecture
- l’animation en bibliothèque et en lien avec la lecture
- les répertoires de livres pour l’enfance et la jeunesse par thèmes, âges, degrés scolaires et langues.

#### La réserve de livres d'images
Cette réserve rassemble environ 2 000 albums de 50 pays différents (provenant des cinq continents et de langues diverses) essentiellement du XXe siècle, conservés pour l'intérêt de leurs illustrations. Il s'agit d'un fonds de conservation – enrichi chaque année de quelques nouveaux titres – qui est à consulter sur place.

#### La réserve de livres pour l'enfance et la jeunesse duXIXesiècleet de la première moitié duXXesiècle
Doté de plus de 600 ouvrages (548 romans et 64 documentaires en majorité d’auteurs françaiss) qui couvrent la deuxième moitié du XIXe siècle et la première moitié du XXe siècle, ce fonds permet de suivre l’évolution de l’aspect extérieur du livre destiné à l’enfance et à la jeunesse durant cette période. Les volumes présentent une certaine homogénéité au niveau des textes, illustrations et reliures pour les ouvrages de la fin du XIXe siècle à 1920 environ. Quant aux ouvrages publiés de 1920 à 1945, il s'agit souvent de rééditions de textes imprimés au siècle précédent.

### L'Association pour les Bibliothèques des Jeunes
L'Association pour les Bibliothèques des Jeunes a officiellement été créée en 1954 dans le but essentiel de récolter des fonds pour assurer le fonctionnement de la nouvelle Bibliothèque. Bien que cette dernière soit un service dépendant de la Bibliothèque de la ville, elle a donc à ses débuts un statut semi-privé particulier.
Au fil des années, le rôle de l’Association a évolué, les recherches financières se faisant moins pressantes. Actuellement, elle compte environ 800 membres, pour la plupart des parents des jeunes lecteurs et lectrices qui sont invités à devenir membres au moment de l’inscription de leur enfant. La cotisation – facultative – se monte à Fr. 25.- par an et par famille. L'Association gère ainsi un budget qui contribue, notamment, à l'acquisition des documents et aux animations de la Bibliothèque.
Par ailleurs, le comité de l’Association participe à certaines actions de la Bibliothèque et en soutient les diverses activités.